# Marosvásárhelyi Nemzeti Színház Magyar Tagozata
Marosvásárhelyt "állandó kőszínház" a Salamon Ernő Athenaeum beadványa alapján, az MNSZ támogatásával 1946. március 10-én kezdte meg tevékenységét Székely Színház néven. Az alapítók Kemény János, Pittner Olivér és Tompa Miklós. A bemutató előadásra a Kultúrpalotában került sor, Lehár Ferenc A mosoly országa c. operettjét Lóránt György és Kovács Irén, Nagyváradról átszerződött művészek, közreműködésével állították színpadra. A karmester Tóth Sándor volt.

## Igazgatók, színészek, műsorpolitika[2][3][4]
Tompa Miklós, az induláskor kinevezett igazgató, jelentős alkotók bevonásával meghatározó társulatot szervezett, amelyben olyan kiemelkedő művészek kaptak helyet mint Delly Ferenc, Szabó Ernő, Kovács György, Kőszegi Margit, Borovszky Oszkár, Andrásy Márton, Hamvay Lucy, Váradi Rudolf, Kiss László, Lantos Béla, Szabó Duci. Az első évadban az operett-műfaj dominált, de már a kezdetektől játszottak prózai műveket is. A márciusi megnyitást követő pár napon belül debütált Molnár Ferenc A doktor úr c. szatirikus bohózata. Az őszi évadban pedig olyan jelentős darabokat láthatott a közönség, mint Machiavelli Mandragóra, Molnár Ferenc Liliom, Heltai Jenő A néma levente, G. B. Shaw Az ördög cimborája c. műve.
1948-ban az államosítás után Állami Székely Színház néven működik tovább. Kialakult művészszínház típusú műsorpolitikája: az operett-előadások helyét átvették a magyar és világirodalmi remekművek. Sorra került Katona József Bánk bán, Móricz Zsigmond Úri muri, Csiky Gergely Ingyenélők és Buborékok, Illyés Gyula Fáklyaláng, Bródy Sándor A tanítónő, Kós Károly Budai Nagy Antal, Vörösmarty Mihály Csongor és Tünde, Örkény István Tóték c. darabja, közben az orosz irodalomból Makszim Gorkij, Csehov, Gogol, a nagy klasszikusok közül Molière, Shakespeare, Rostand, a modernek közül Tennessee Williams, Dürrenmatt, a román irodalomból Caragiale, Mușatescu drámája, a hazai modern szerzők közül Sütő András Fecskeszárnyú szemöldök, Tékozló szerelem, Pompás Gedeon, Szabó Lajos Menekülés c. darabja. A "házi szerzők" is közönség elé kerültek, így Kiss László-Kováts Dezső Vihar a havason, Eugen Mirea-Kovács György Az utolsó vonat c. színműve. A színház mindmáig törekszik arra, hogy repertoárján egyaránt szerepeljenek klasszikus és kortárs művek, a világirodalom és a magyar irodalom kiemelkedő darabjai.
A színház jeles rendezőkkel emelte az előadások minőségét, ilyen volt maga Tompa Miklós, ill. Harag György, Kőmíves Nagy Lajos, Farkas István, Hunyadi András, Kincses Elemér, Gergely Géza, Kovács Levente, Keresztes Attila, a vendégrendezők közül Sică Alexandrescu, Moni Ghelerter, Kovács Ferenc, Szabó József, az ezredforduló után pedig Scott Johnston, Alexandre Colpacci, Bodó Viktor, Tadeusz Bradeczki, Tompa Gábor, Radu Afrim, Anca Bradu, Gianina Cărbunariu Bodolay Géza, Bocsárdi László, Zsótér Sándor, Mohácsi János, Fehér Balázs Benő. Találó díszleteket és jelmezeket olyan elismert művészek készítettek, mint Háry Lajos, Szakács György, Kemény Árpád, Kunovits-Schranz Edit, Romulus Fenes, K. Tamás Anna, Dobre-Kóthay Judit, Bartha József. Az eltelt több mint hét évtized alatt sok jeles színész lépett itt fel meghívott vendégként, köztük Bara Margit, Bisztrai Mária, Csóka József, Gróf László, Senkálszky Endre.
1962-ben alakult meg a színház román tagozata. Az 1972-73-as évadtól kezdve a színház, most már mint Marosvásárhelyi Nemzeti Színház új, modern épületbe költözött, nézőtere 600 férőhelyes, amfiteátrum-szerű kiképzéssel, légfűtéses, a társalkodókat gobelinek, szőnyegek, bútorok, csillárok teszik hangulatossá.
Az eltelt időszakban nem hiányoztak az önálló előadói estek sem az új épület kistermében, mint amilyen Nemes Levente Dózsa, Illyés Kinga A kis herceg, Fagyöngy, Lírai oratórium vagy Ferenczy István Bolyai János estéje, Boér Ferenc Ki látott engem, Farkas Ibolya Árva Bethlen Kata c. produkciója.
Az évtizedek során a színház számos művésze részesült kitüntetésekben, így Tompa Miklós (állami díj, a művészet érdemes mestere, Tamási Áron-díj), Szabó Ernő (állami díj, érdemes művész), Delly Ferenc (állami díj), Kovács György (állami díj, a nép művésze), Kőszegi Margit (érdemes művész) és Lohinszky Loránd (érdemes művész, az EMKE Kovács György-díja, az Uniter életműdíja), Ferenczy István (az EMKE gr. Bánffy Miklós díja), Sebestyén Aba (Uniter-díj), B. Fülöp Erzsébet (Jászai Mari-díj, az EMKE Poór Lili díja), Bíró József (Jászai Mari-díj, az EMKE Kovács György díja), Biluska Annamária (az EMKE Poór Lili díja), Bányai Kelemen Barna (az EMKE Kovács György díja), Galló Ernő (az EMKE Kovács György díja), László Csaba (Uniter-díj, az EMKE Kovács György díja), Varga Balázs (az EMKE Kovács György díja), Berekméri Katalin (Uniter-díj).
Az 1989-es rendszerváltást követő évek fontosabb előadásai közé tartozik Sütő András korábban betiltott darabja, Az álomkommandó színrevitele (1991, rendező: Seprődi Kiss Attila), Lucian Blaga Gyerekkeresztesekje (1992, rendező: Victor Ioan Frunză), Edward Albee Nem félünk a farkastól című drámája (1995, rendező: Mircea Cornișteanu), Carlo Goldoni Chioggiai csetepatéja (1998, rendező: Novák Eszter), Frank Wedekind A tavasz ébredése (2000, rendező: Anca Bradu), Füst Milán Boldogtalanokja (2004, rendező: Bodó Viktor), Janusz Glowacki Negyedik nővére (2005, rendező: Alexandre Colpacci).
A magyar tagozat 1997-ben vette fel Tompa Miklós nevét.
Az elmúlt több mint egy évtized alatt a társulat és a meghívott rendezők találkozásából értékes együttműködések születtek. Ebben az időszakban a Tompa Miklós Társulat számos fesztiválon vett részt, jelentős szakmai elismerésekben részesült. Olyan kiemelkedő produkciók születtek, mint Gorkij: A mélyben (2013, rendező: Keresztes Attila), Double Bind (2014, rendező: Kincses Réka), Az ördög próbája (2014, rendező: Radu Afrim), Shakespeare: Szeget szeggel ( 2014, rendező: Tadeusz Bradecki), Bartis Attila: Nyugalom (2015, rendező: Radu Afrim), Moliére: Tartuffe (2015, rendező: Keresztes Attila), Csehov: Sirály (2016, rendező: Keresztes Attila), Beckett: A játszma vége (2016, rendező: Tompa Gábor), Molnár Ferenc: Az üvegcipő (2016, rendező: Mohácsi János), Retromadár blokknak csapódik és a forró aszfaltra zuhan (2016, rendező: Radu Afrim), Timur Vermes: Nézd, ki van itt? (2017, rendező: Theodor Cristian Popescu), Shakespeare: Macbeth (2017, rendező: Keresztes Attila), Ibsen: Hedda Gabler (2017, rendező: Keresztes Attila), Moliére/B.: Le Misanthrope – Az új embergyűlölő (2018, rendező: Bodolay), Hauptmann: Patkányok (2019, rendező: Zsótér Sándor).

## Társulat (2024/2025)
- Adorjáni Nagy Zoltán
- B. Fülöp Erzsébet
- Bálint Örs Hunor
- Bartha László Zsolt
- Benő Kinga
- Berekméri Katalin
- Bokor Barna
- Csíki Szabolcs
- Ferenczi H. István
- Fodor Piroska
- Fülöp Bea
- Galló Ernő
- Gecse Ramóna
- Henn János
- Kádár Noémi
- Kiss Bora
- Korpos András
- Kovács Botond
- László Csaba
- Meszesi Oszkár
- Moldován Orsolya
- Nagy Dorottya
- Ördög Miklós Levente
- P. Béres Ildikó
- Renczés Viktória
- Rózsa László
- Sebestyén Aba
- Simon Boglárka-Katalin
- Somody Hajnal
- Szabadi Nóra
- Szabó Fruzsina
- Tollas Gábor
- Varga Andrea
- Varga Balázs